# Domusnovas
Domusnovas – miejscowość i gmina we Włoszech, w regionie Sardynia, w prowincji Sud Sardynia. Graniczy z Fluminimaggiore, Gonnosfanadiga, Iglesias, Musei, Vallermosa, Villacidro i Villamassargia.
Według danych na rok 2004 gminę zamieszkiwało 6581 osób, 82,3 os./km².